# Томара Лев Павлович
Лев Павлович Томара (Тамара) (*11 січня 1839 Полтавська губернія — †після 1917) — український державний діяч в Російській імперії. Губернатор Волинської, Смоленської і Київської губерній, сенатор.

## Життєпис
Походив з давнього старшинського козацького роду Томар. Належав до спадкової шляхти Полтавщини. Син Павла Михайловича Томари. Закінчив Миколаївське училище гвардійських юнкерів (1856 рік), був випущений офіцером в лейбгвардії Преображенського полку.
У 1859 році залишив військову службу і оселився в своєму маєтку на Полтавщині. Займався громадською діяльністю: обирався гласним Золотоніського повітового та Полтавського губернського земств, почесним мировим суддею Золотоніського мирового округу, членом (з 1867 року), а потім — головою Полтавської губернської земської управи. Був мировим посередником 1-ї ділянки Золотоніського повіту (з 1866 року) і почесним попечителем Лубенської гімназії. У 1879 році залишив громадську діяльність в зв'язку з призначенням Харківським віце-губернатором.
Чини: камергер (1881), дійсний статський радник (1881), на посаді гофмейстера (1888), таємний радник (1891), гофмейстер (1893).
Обіймав посади Харківського віце-губернатора (1879-1880), Смоленського (1880-1881), Волинського (1881-1885) і Київського (1885-1898) губернатора. З 1895 року перебував довічним почесним членом Київського губернського піклування про дитячі притулки. Кілька разів призначався почесним мировим суддею Київського округу. Київська міська дума обрала Томару почесним громадянином Києва.
У 1898 році був призначений сенатором, присутнім у 2-му департаменті. Потім був присутній в 1-му департаменті, а з 1905 року — в департаменті герольдії.
Подальша доля невідома.

## Нагороди
- Найвища милість за корисну діяльність (1884);

- Орден Святого Станіслава 1-го ст. (1885);

- Орден Святої Анни 1-го ст. (1885);

- Найвища милість (1889);

- Орден Святого Володимира 2-го ст. (1894);

- Найвища подяка «за зразковий благоустрій в Києві під час перебування там Їх Імператорських Величностей» (1896);

- Орден Білого Орла (1902);

- Орден Святого Олександра Невського (1908);

- Найвища подяка (1911).

- медаль «В пам'ять царювання імператора Олександра III»;

- медаль «В пам'ять 300-річчя царювання дому Романових» (1913).

іноземні:
- чорногорський орден Князя Данила I 1-го ступеня (1889);

- сербський орден Таковського хреста 1-го ступеня (1893).